# Invisible Touch (Lied)
Invisible Touch (englisch sinngemäß für: „das gewisse Etwas“) ist ein Lied der britischen Rockband Genesis aus dem Jahr 1986 und der erste Titel sowie auch die erste Single des gleichnamigen Albums. Das Lied wurde von Tony Banks, Phil Collins und Mike Rutherford geschrieben und komponiert und zählt zu den erfolgreichsten Liedern der Band. Es erreichte – bis heute als einziges Lied der Gruppe – Platz eins der Billboard Hot 100 in den Vereinigten Staaten, wo es sich zwölf Wochen in den Charts hielt. In Kanada erreichte das Lied Platz vier der Charts, im Vereinigten Königreich Platz 15.

## Hintergrund

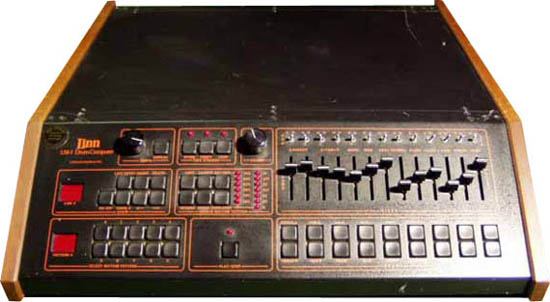
Der Linn-LM-1-Drumcomputer, den Phil Collins in dem Lied verwendet

Das Lied entstand während einer Jam-Session für den zweiten Teil des Album-Tracks Domino/The Last Domino. Dort spielte Mike Rutherford den Riff, während Phil Collins die Zeile She seems to have an invisible touch (deutsch ungefähr: „Sie scheint das gewisse Etwas zu haben“) improvisierte. The Last Domino ist auch die B-Seite der Single.
Das Lied ist ein eingängiger Popsong, bei dem die Strophen und der Refrain einfach wiederholt werden. Das Lied erzählt die Geschichte einer Frau, die das gewisse Etwas hat und die leicht die Kontrolle der Gefühle übernehmen kann. Die einfache Struktur des Textes und der Musik im Vergleich zu älteren Genesis-Liedern enttäuschte viele Fans.

## Liveversionen
Eine Live-Version des Stückes erschien auf den Alben The Way We Walk, Volume One: The Shorts und Live over Europe 2007 als auch auf den DVDs Genesis Live at Wembley Stadium, The Way We Walk – Live in Concert und When in Rome 2007.
Das Stück wurde während verschiedener Tourneen der Band, so der Invisible-Touch-, der We-Can’t-Dance-, der Calling-All-Stations- (mit Ray Wilson als Sänger) und der Turn-It-On-Again-Tournee gespielt. Während der letzten Tournee wurde beim Ende des Liedes ein Feuerwerk abgebrannt. Die Live-Version der We-Can’t-Dance-Tournee wurde als Single veröffentlicht und erreichte Platz 7 der UK-Charts.

## Coverversionen
- 2002: Unsung Zeros
- 2005: The Tabledancers